# Nick Hague
Tyler Nicklaus „Nick“ Hague (* 24. September 1975 in Belleville, Kansas, USA) ist ein US-amerikanischer Astronaut.
Hague ist ein Oberstleutnant in der U.S. Air Force in Hoxie. Er ist ein Absolvent der U.S. Air Force Akademie, Massachusetts Institute of Technology, und der United States Air Force Academy in Edwards AFB.

## Werdegang
Im Jahr 1994 absolvierte er seinen Abschluss an der High School in Hoxie, vier Jahre später erhielt er einen Bachelorabschluss in Luft- und Raumfahrttechnik von der United States Air Force Academy.
Im Jahr 2000 erhielt er einen Master of Science in Luft- und Raumfahrttechnik vom Massachusetts Institute of Technology.
Am 17. Juni 2013 wurde er von der NASA als einer von acht Astronauten-Anwärtern der Öffentlichkeit vorgestellt. Die Grundausbildung begann am 20. August 2013 und endete am 7. Juli 2015.

## NASA-Missionen
Hague war der erste seines Ausbildungsjahrgangs, der einer Mission zugeteilt wurde. Er startete am 11. Oktober 2018 an Bord von Sojus MS-10 und sollte als Bordingenieur an der Expedition 58 auf der ISS teilnehmen. Jedoch erreichte das Raumschiff nach einem Raketendefekt in den ersten Flugminuten nicht den Orbit und musste notlanden. Seinen Flug zur ISS konnte er am 14. März 2019 durch die dann vorgenommenen Änderungen in der Mannschaftsplanung schon mit Sojus MS-12 nachholen. Dort gehörte er den ISS-Expeditionen 59 und 60 an. Am 3. Oktober 2019 landete er zusammen mit Alexei Owtschinin und dem ISS-Kurzzeitbesucher Hassa al-Mansuri in der Kasachensteppe.
Im Januar 2024 gab die NASA bekannt, dass Hague als Pilot der Mission SpaceX Crew-9 zugeteilt würde. Die Besatzung sollte aus vier Raumfahrern unter dem Kommando von Zena Cardman bestehen. Die Situation änderte sich jedoch, als Barry Wilmore und Sunita Williams bei ihrer ISS-Mission Boe-CFT Probleme mit ihrem Raumschiff bekamen und aus Sicherheitsgründen nicht damit zur Erde zurückkehren konnten. Die Besatzung von SpaceX Crew-9 wurde auf zwei Mitglieder reduziert, um Wilmore und Williams eine Rückfluggelegenheit zu bieten. Aufgrund seiner Erfahrung ersetzte Hague dabei Cardman als Kommandant. Am 28. September 2024 startete er mit Alexander Gorbunow zur ISS und trat der ISS-Expedition 72 bei. Am 18. März 2025 kurz vor 19 Uhr Ortszeit landeten er und die anderen drei Astronauten vor der Küste Floridas.

## Auszeichnungen
Russlands Präsident Wladimir Putin ordnete im Oktober 2019 an, Nick Hague wegen seines „Mutes und hoher Professionalität“ während des Sojus-10-Startabbruchs mit dem Tapferkeitsorden auszuzeichnen.